# Lycosa falconensis
Lycosa falconensis är en spindelart som beskrevs av Schenkel 1953. Lycosa falconensis ingår i släktet Lycosa och familjen vargspindlar.
Artens utbredningsområde är Venezuela. Inga underarter finns listade i Catalogue of Life.